# Park Solvay w Krakowie
Park Solvay – park miejski w Krakowie, znajdujący się w Dzielnicy IX Łagiewniki-Borek Fałęcki, w Borku Fałęckim. Rozciąga się po obu stronach ulicy Kościuszkowców. Od wschodu naturalną granicę parku wyznacza potok Rzewny, zaś od strony południowej i zachodniej ograniczony jest ulicami Juliana Ursyna Niemcewicza, Żywiecką i Jagodową. Zwyczajowo park dzieli się na trzy części nazywane odpowiednio: Sosny, Podmokła i Leśna. Jego teren jest lekko pofałdowany i obniża się od południa w kierunku północnym.

## Historia
Park został założony na przełomie lat 20. i 30. XX wieku za sprawą starań i funduszy Zakładów Sodowych Solvay. Nasadzenia na tym obszarze wpisywały się w tendencje, których celem było odseparowanie mieszkańców od chemicznych wyziewów i zapełnienie miejsca dawnego boru – dziewiczej puszczy, która kiedyś porastała całe przedgórze Karpat, z biegiem czasu, od średniowiecza do XIX wieku, całkowicie wykarczowanej. Powierzchnia parku w momencie założenia była zbliżona do współczesnej. Równolegle powstał również 20-hektarowy młodnik sosnowy z domieszką drzew liściastych. Wówczas nowo założony obszar leśny, jako biologiczny bufor przeciwpyłowy był własnością Zakładów Sodowych. Po II wojnie światowej nadzór nad nim objęło miasto Kraków (dzielnica Podgórze) i wyspecjalizowane jednostki miejskie: Zarząd Dróg i Zieleni, Zarząd Gospodarki Komunalnej II, Zarząd Gospodarki Komunalnej i Krakowski Zarząd Komunalny. Od 1990 roku park jest własnością gminy miejskiej Kraków na mocy ustawy, która uregulowała jego stan prawny. Utrzymywany jest z funduszy miasta. Park przez lata pozostawał bezimienny. Współczesna nazwa została przyjęta uchwałą Nr CXIX/1058/98 Rady Miasta Krakowa z dnia 3 czerwca 1998 roku, która określiła też granice parku. 
W 2007 roku uchwalono powiększenie Parku Solvay, argumentując, iż włączone w obręb parku działki przy ulicy Kościuszkowców znajdują się w strefie terenów zielonych. Jednocześnie jest to obszar, obok którego przepływa potok Rzewny. Zamiarem, dla którego włączono działki w granice parku było zachowanie dotychczasowego charakteru tego miejsca oraz ochrona występujących tu gatunków roślin i zwierząt. Równocześnie, w 2007 roku w parku oddano do użytku ogródek jordanowski, znajdujący się przy ulicy Żywieckiej Bocznej, a w 2011 roku uzupełniono drzewostan w rejonie ulic Żywieckiej i Niecałej.

## Infrastruktura
Park ma charakter otwarty. Większość obszaru jest uporządkowana, ciągi spacerowe stanowią asfaltowe alejki przy których umieszczono 100 ławek, 53 kosze na śmieci, 1 piaskownicę i 3 tablice z regulaminem, a także oświetlenie. Kilka ścieżek zostało nieplanowo wydeptanych przez okolicznych mieszkańców. W parku nie znajdują się żadne rzeźby ani pomniki. Niewiele jest również elementów małej architektury, jak np. betonowe schody w części Sosny. Według danych urzędowej inwentaryzacji powierzchnia parku wynosi 11,42 ha, z czego trawniki stanowią 10,24 ha, alejki, chodniki i schody – łącznie 1,347 ha. 
W części Podmokłej znajduje się betonowe boisko do gry w koszykówkę, a obok dwa stoły do gry w ping-ponga oraz stoły do gier planszowych. Od strony południowej części Sosny i Leśnej utworzono dwa place zabaw dla dzieci i ziemne boisko do gry w piłkę nożną. Między nimi klinem wchodzi ogrodzony teren Ośrodka Sportu i Rekreacji „Krakowianka” z basenem i domkami campingowymi. Naprzeciw ośrodka sportowego znajduje się budynek Specjalnego Ośrodka Szkolno-Wychowawczego nr 6 im. Jana Pawła II z przyszkolnym ogrodem i boiskiem. Od strony zachodniej do części Leśnej przylega Kaplica filialna pw. św. Teresy, Dom Matki i Dziecka im. bł. Bernardyny Marii Jabłońskiej i budynek, który dawniej był siedzibą Klubu Sportowego Borek. Obecnie klub ma nową siedzibę po drugiej stronie ulicy Żywieckiej. W nowym budynku mieści się też Rada Dzielnicy IX; za nim znajdują się korty tenisowe i stadion KS Borek. Do parku od strony wschodniej części Sosny i Podmokłej, w pobliżu ulicy Kościuszkowców, przylegają stare zabudowania mieszkalne i socjalne wybudowane dla pracowników byłych Zakładów Sodowych Solvay.

## Flora i fauna
Na terenie Parku Solvay występuje około 25 gatunków drzew i 15 gatunków krzewów. Na wzniesieniu, w części Sosny, rosną sosny zwyczajne, stanowiące pozostałość naturalnych i nasadzonych lasów borkowskich. W ich kierunku prowadzą trzy aleje z rosnącymi wzdłuż nich klonami i jedna mająca obramowanie z jesionów. Wzdłuż ulicy Kościuszkowców rosną lipy szerokolistne. Na korze wielu dziew widoczne są skupiska glonów - pierwotek oraz porostów skorupkowatych i proszkowatych. W 2015 roku w parku znajdowały się dwa egzemplarze magnolii i kalina koreańska. We wschodnich częściach parku rosną jaśminowce i śnieguliczki, a nad potokiem olsze czarne i topole kanadyjskie. Najokazalszymi drzewami są: topola kanadyjska o obwodzie wynoszącym 4,2 m i klon zwyczajny o obwodzie 3,3 m. W części Podmokłej rosną graby, jesiony, kasztanowce, robinie akacjowe, topole włoskie i głogi jednoszyjkowe. Największym drzewem w tej części jest jesion wyniosły o obwodzie 4 m i wysokości ok. 30–35 m. Rośnie tu niewiele krzewów, natomiast licznie występują rośliny łąkowe: mniszek pospolity, przetacznik, żywokost. W części Leśnej licznie rosną topole, brzozy, dęby, graby i robinie akacjowe. Wyjątkowymi okazami są: dąb czerwony, czerwonolistne buki zwyczajne, leszczyny tureckie i magnolie. W tej części rośnie najgrubsze drzewo w całym parku – topola kanadyjska o obwodzie 4,47 m. W rozetach alejek rosną krzewy: bez czarny, czeremcha, dereń, forsycja, jaśminowiec i tawuła. Z roślin zielnych w tej części najliczniej występują: koniczyna, firletka, mniszek pospolity, stokrotka, ziarnopłon wiosenny i złocień. Nie zakładano tutaj rabat i klombów z roślinami ogrodowymi. Bogata szata roślinna nadaje parkowi charakter leśny.
Na obszarze parku występuje wiele gatunków ptaków, m.in.: gawrony, kawki, drozdy śpiewaki, sikory, sójki i szpaki. Spotkać można także gołębie i dzięcioły. Znaczna liczba kopców świadczy o obecności kretów. W miejscach wilgotnych żyją ślimaki i żaby. Na terenie całego parku występują wiewiórki.

## Galeria

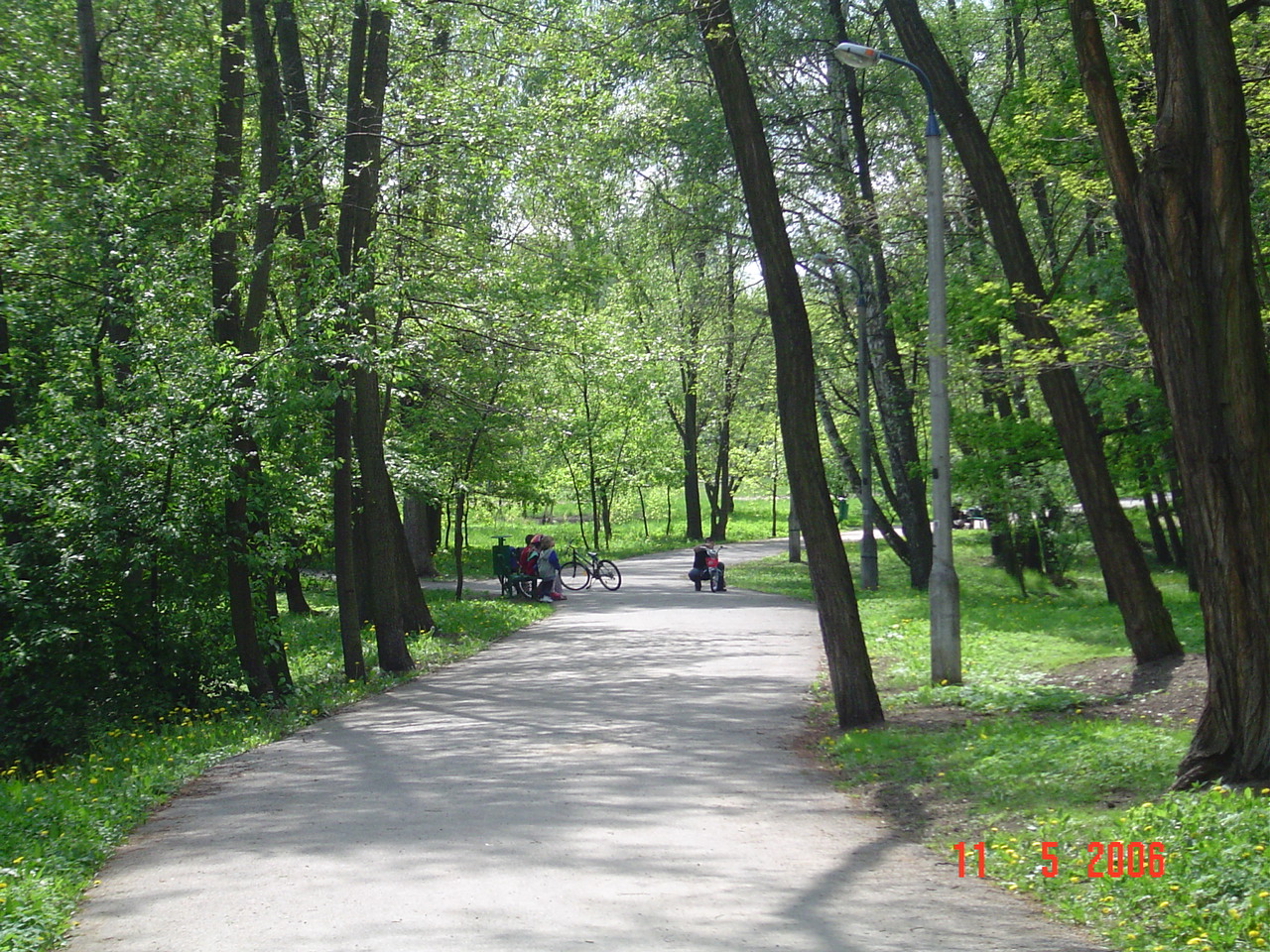
Park Solvay (2006)
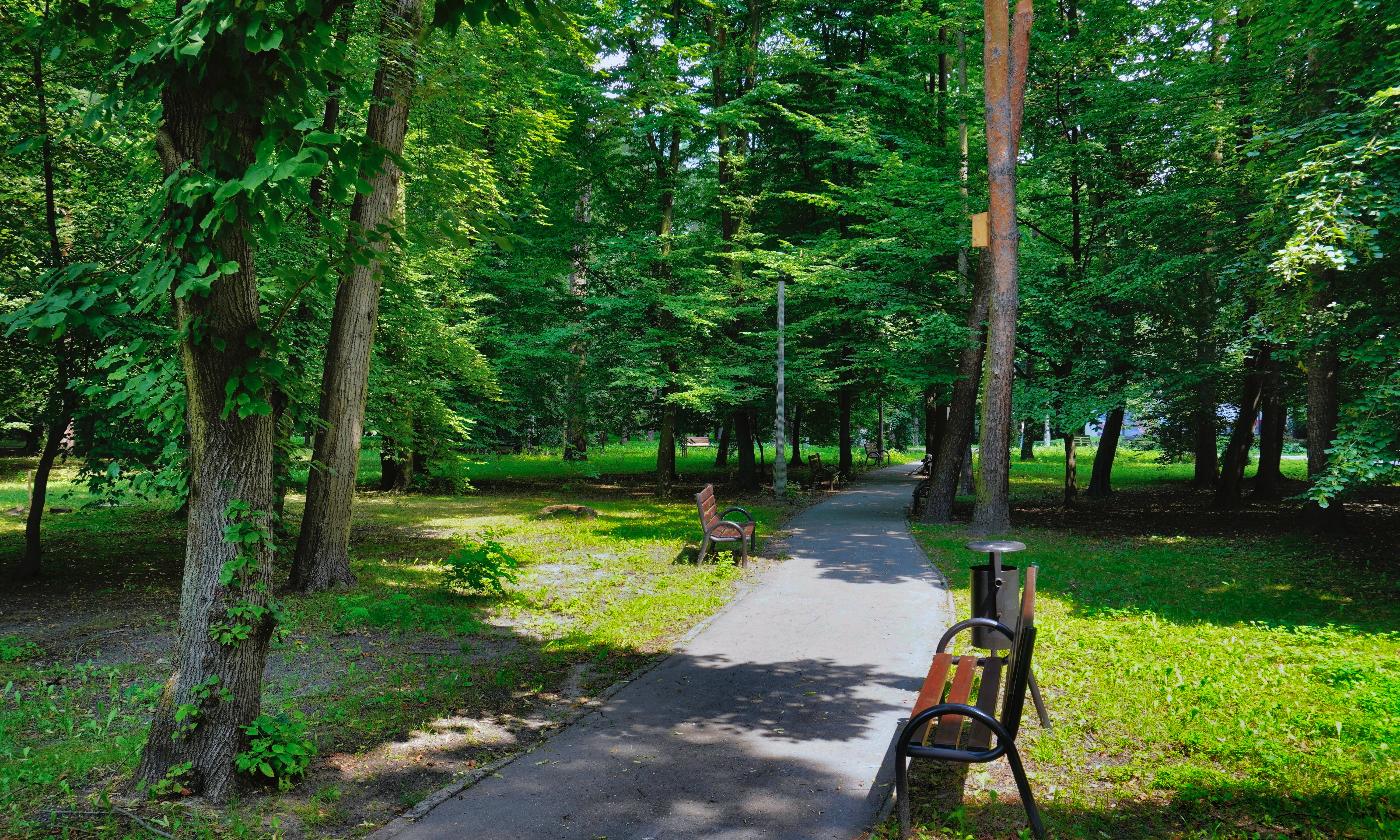
Część Podmokła, ogólny widok w kierunku wschodnim
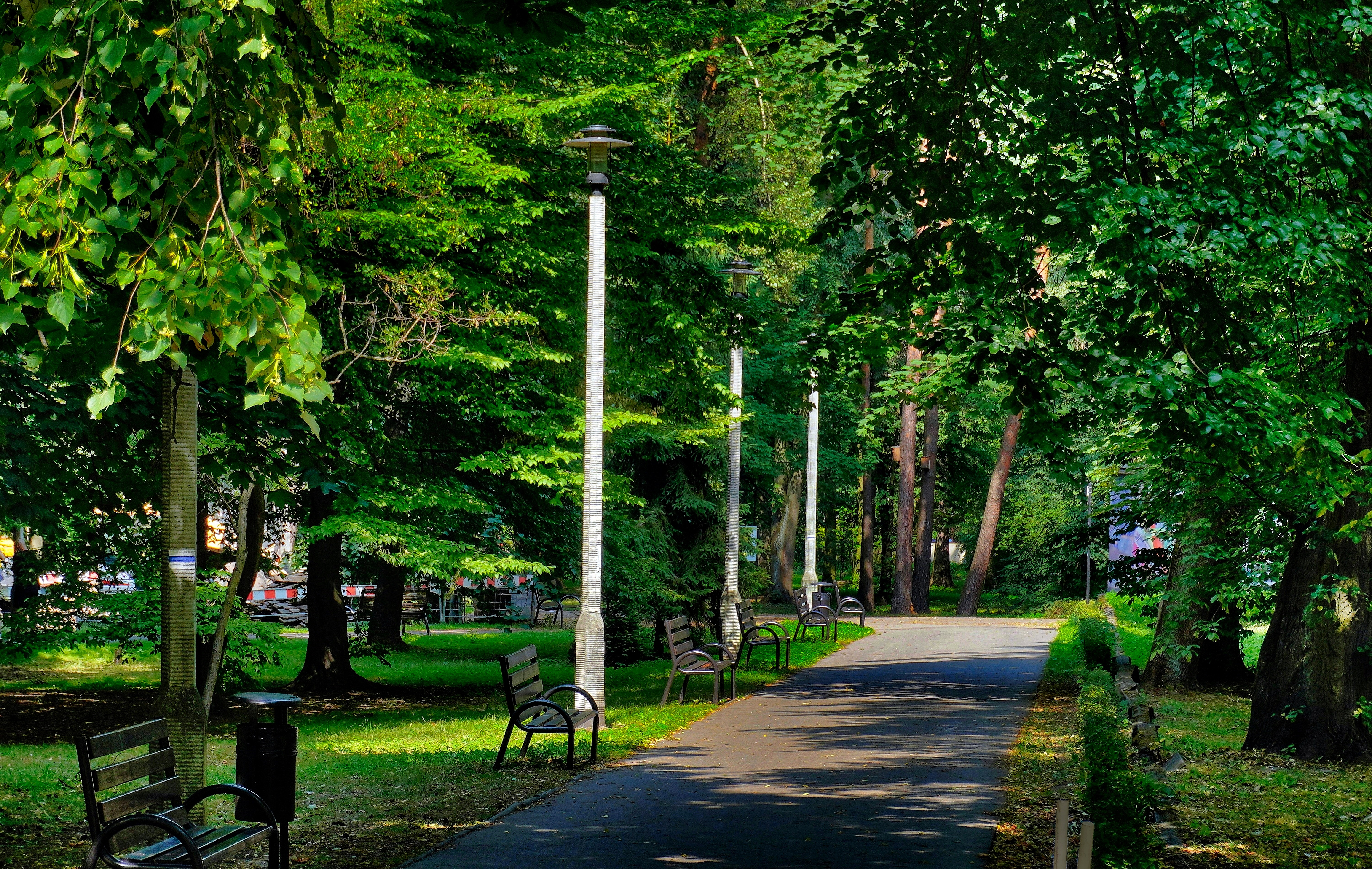
Część Podmokła, ogólny widok w kierunku północnym
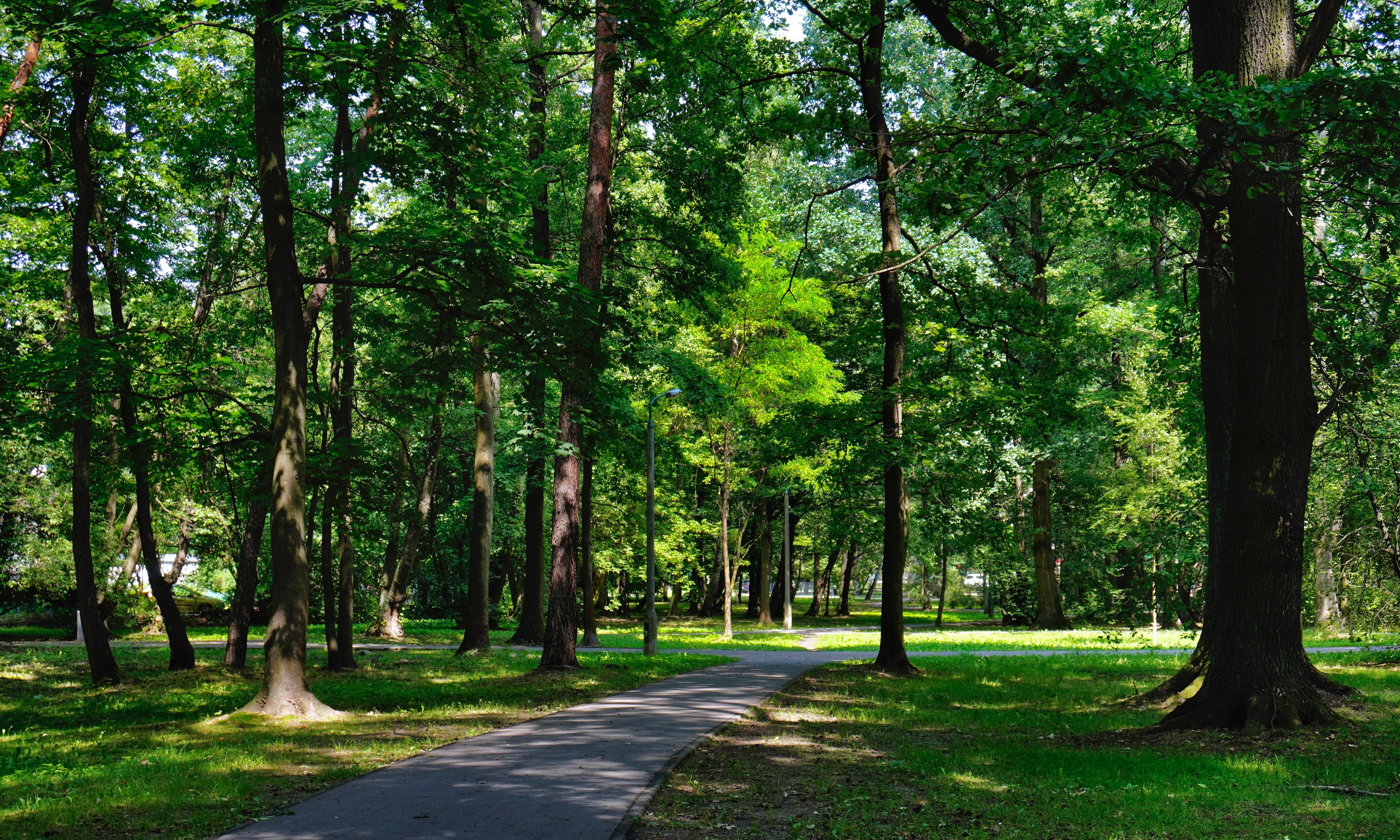
Część Leśna, ogólny widok w kierunku północno-wschodnim
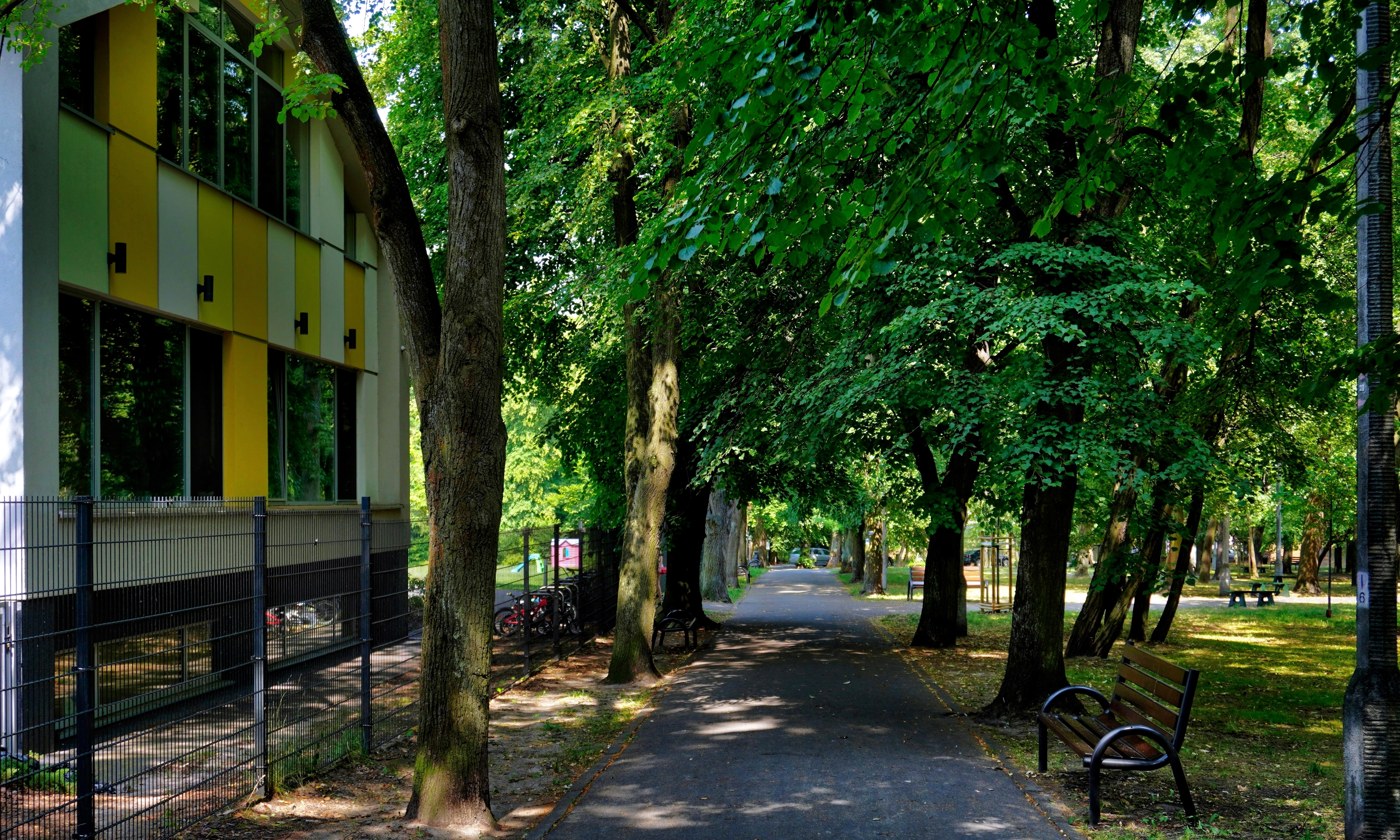
Aleja Zuchów Borkowskich